# Philippe Baucq
Philippe Baucq (Brussel, 13 maart 1880 - Schaarbeek, 12 oktober 1915) was een Belgisch architect en verzetsstrijder tijdens de Eerste Wereldoorlog. Hij is door de Duitsers op 12 oktober 1915 gefusilleerd op de Nationale Schietbaan in Schaarbeek. 

## Levensloop
Philippe Baucq studeerde architectuur aan de Koninklijke Academie voor Schone Kunsten van Brussel. Als architect ontwierp hij verschillende herenhuizen te Brussel. Vanwege zijn zorg om het welzijn van de lagere klassen vormde hij samen met vrienden de katholieke associatie Lindhout.

## Eerste Wereldoorlog
Tijdens de Eerste Wereldoorlog nam Baucq, onder andere met Edith Cavell, deel aan een netwerk om gewonde en voortvluchtige soldaten te helpen vluchten naar het neutrale Nederland. Hij speelde een belangrijke rol bij de verspreiding van de verboden krant La Libre Belgique. Tevens hielp hij bij de organisatie van Mot du Soldat, een communicatiedienst voor soldaten aan de frontlinie met hun familie in bezet België. 
Baucq werd opgepakt door een Duitse patrouille, beschuldigd van spionage en werd gevangengezet in de gevangenis van Sint-Gillis. Op 7 oktober 1915 werd hij ter dood veroordeeld, zonder dat hem hierbij de mogelijkheid werd gegeven zich te verdedigen. Hij werd op 12 oktober 1915 doodgeschoten door een vuurpeloton.

## Gedachtenis

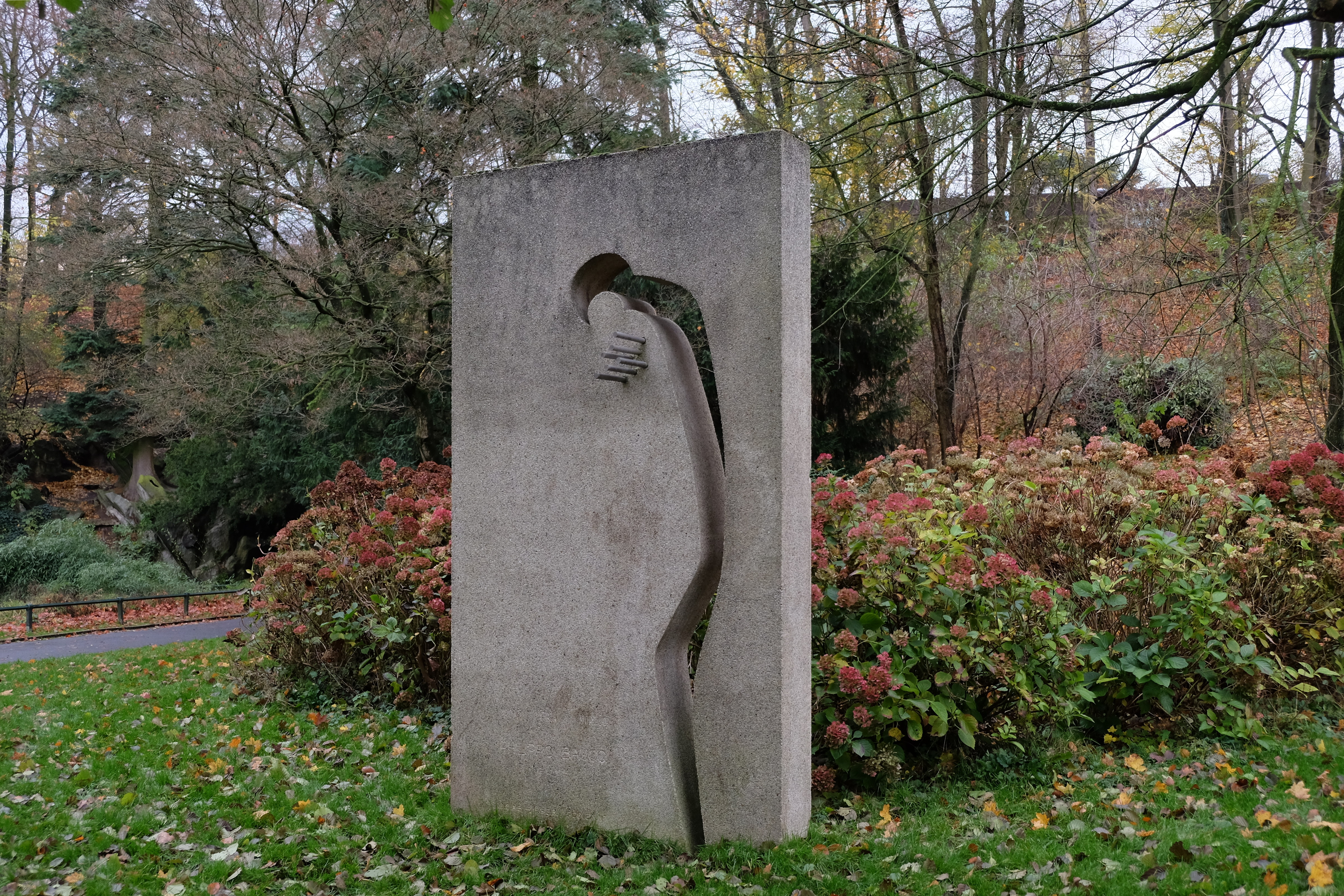
Monument voor Philippe Baucq in het Josaphatpark

In 1924 kreeg Baucq een monument op het Jamblinne de Meuxplein in Schaarbeek. Tijdens de Duitse bezetting van Brussel in 1940 werd het binnen enkele uren vernietigd door de nazi's. In 1974 werd in het Josaphatpark te Schaarbeek een nieuw monument opgericht ter ere van Baucq, gemaakt door de kunstenaar Jacques Nisot.
Een ander eerbetoon was het omdopen van de Cranzstraat in Etterbeek tot de Philippe Baucqstraat. Zijn naam is vermeld op een herdenkingssteen op het Ereperk der Gefusilleerden. Op de plaats waar zijn voormalige woonhuis stond, is een herdenkingsplaat aangebracht (Groothertogstraat 1 in Etterbeek, op de hoek met de Waversesteenweg). 
- Bibliothèque nationale de France: cb109904580 (data)
- Gemeinsame Normdatei: 1051294940
- International Standard Name Identifier: 0000 0000 3655 2617
- Library of Congress Control Number: n2005024728
- Virtual International Authority File: 63997693
- WorldCat: E39PBJxMhCgQ4ThmRQvKYffTHC